# Grenacheria beccariana
Grenacheria beccariana är en viveväxtart som beskrevs av Carl Christian Mez. Grenacheria beccariana ingår i släktet Grenacheria och familjen viveväxter. Inga underarter finns listade i Catalogue of Life.